# Ultimul tango la Paris
Ultimul tango la Paris (italiană Ultimo tango a Parigi; franceză Le Dernier Tango à Paris) este un film dramatic erotic din 1972, regizat de Bernardo Bertolucci. În rolurile principale sunt Marlon Brando, Maria Schneider și Jean-Pierre Léaud și interpretează rolul unui american rămas văduv de curând care începe o relație sexuală anonimă cu o tânără pariziană.
Filmul a avut premiera la Festivalul de Film de la New York pe 14 octombrie 1972 și a încasat 36 de milioane de dolari la lansarea sa în cinematografele din SUA, devenind al șaptelea film cu cele mai mari încasări din 1973. Portretizarea crudă a violului și a tulburărilor emoționale din film a provocat la controverse internaționale și a atras diverse niveluri de cenzură guvernamentală în diferite jurisdicții. La lansarea în Statele Unite, Motion Picture Association i-a acordat filmului o clasificare X. United Artists Classics a lansat o versiune cu clasificare R în 1981. În 1997, după ce filmul a devenit parte a cinematecii Metro-Goldwyn-Mayer, filmul a fost reclasificat ca NC-17.

## Rezumat
Paul, un hotelier american de vârstă mijlocie, este devastat de sinuciderea soției sale, Rosa. În timp ce încearcă să-și revină, întâlnește întâmplător o tânără pariziană logodită, Jeanne, într-un apartament pe care amândoi vor să-l închirieze. Paul obține apartamentul după ce cei doi încep acolo o relație sexuală anonimă. El insistă ca între ei să nu se dezvăluie nicio informație personală, nici măcar numele, ceea ce o tulbură profund pe Jeanne.
La un moment dat, relația lor devine violentă: Paul o agresează sexual. Cu toate acestea, Jeanne îi mărturisește că, deși ar vrea să plece, nu reușește să o facă. Legătura lor continuă o vreme, până când Paul decide brusc să o părăsească, iar Jeanne descoperă că el a plecat din apartament fără nicio explicație, luându-și toate lucrurile.
După ce participă la priveghiul soției sale, Paul o reîntâlnește întâmplător pe Jeanne pe stradă și îi spune că dorește să reia relația. Începe să-i povestească despre moartea soției și despre viața sa, ducând-o într-un bar de tango, unde continuă să-i dezvăluie detalii personale. Pierderea anonimatului o dezamăgește pe Jeanne, care îi spune că nu mai vrea să-l vadă.
Refuzând să accepte despărțirea, Paul o urmărește pe Jeanne pe străzile Parisului, în ciuda rugăminților și amenințărilor ei că va chema poliția. Ajungând la blocul unde locuiește cu mama ei, Paul pătrunde cu forța în apartament. O confruntă și, în timp ce o acuză că l-a părăsit, îi declară dragostea și insistă să afle cum o cheamă. Jeanne scoate o armă dintr-un sertar, îi spune numele ei și îl împușcă. Grav rănit, Paul se clatină până pe balcon și se prăbușește.
În timp ce el moare, Jeanne, într-o stare de șoc, murmură că Paul a fost doar un străin care a încercat să o violeze și că nu știa cine era, de parcă s-ar pregăti să dea declarații în fața poliției.

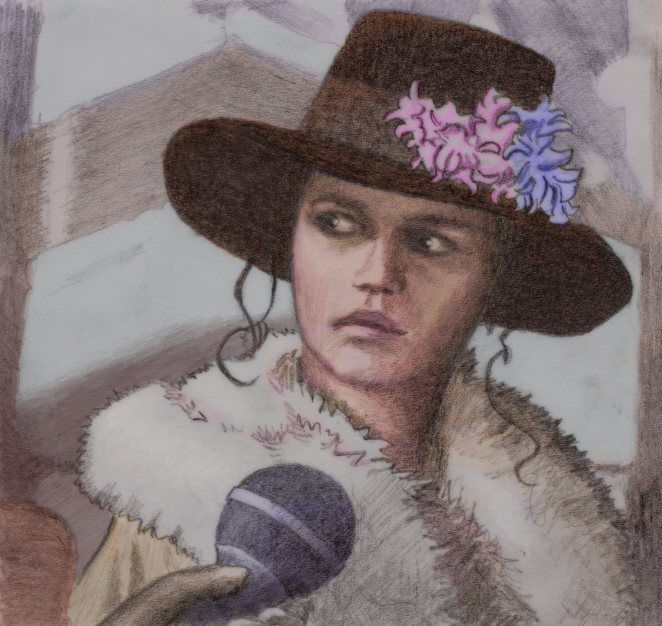
Ilustrație: Jeanne din Ultimul tango la Paris

## Distribuție
- Marlon Brando ca Paul, un hotelier american văduv
- Maria Schneider ca Jeanne, o tânără pariziană
- Jean-Pierre Léaud ca Thomas, regizor de film și logodnicul lui Jeanne
- Maria Michi ca mama Rosei
- Massimo Girotti ca Marcel, fostul iubit al lui Jeanne
- Giovanna Galletti ca prostituată, o veche cunoștință a Rosei
- Catherine Allégret în rolul lui Catherine, menajeră la hotelul condus de Paul și Rosa
- Gitt Magrini ca mama lui Jeanne
- Luce Marquand ca Olimpia, fosta înrgijitoare a lui Jeanne
- Dan Diament ca sunetistul TV
- Catherine Sola
- Mauro Marchetti în rol de cameraman
- Peter Schommer ca asistent de cameraman
- Catherine Breillat ca Mouchette, croitoreasă
- Marie-Hélène Breillat ca Monique, croitoreasă
- Darling Légitimus
- Veronica Lazăr ca Rosa, soția decedată a lui Paul
- Armand Abplanalp în rolul de client al unei prostituate
- Rachel Kesterber în rolul lui Christine
- Ramón Mendizábal ca dirijorul orchestrei de tango
- Mimi Pinson ca președintele juriului de tango
- Gérard Lepennec
- Stéphane Koziak
- Michel Delahaye (scene cenzurate) ca vânzător de Biblii
- Laura Betti (scene cenzurate) ca dra. Blandish
- Jean-Luc Bideau (scene cenzurate) căpitanul
- Gianni Pulone (scene cenzurate)
- Franca Sciutto (scene cenzurate)

## Producție
Bernardo Bertolucci a conceput filmul inspirându-se din propriile sale fantezii sexuale. El mărturisea că visase odată să întâlnească pe stradă o femeie frumoasă, necunoscută, cu care să întrețină relații sexuale fără să afle vreodată cine este ea. Scenariul a fost scris de Bertolucci împreună cu Franco Arcalli și Agnès Varda (care a contribuit cu dialoguri suplimentare). Ulterior, povestea a fost adaptată într-un roman de Robert Alley. Regia filmului i-a revenit lui Bertolucci, iar imaginea a fost semnată de Vittorio Storaro.
Inițial, Bertolucci intenționa să-i distribuie în rolurile principale pe Dominique Sanda, care contribuise la dezvoltarea ideii filmului, și pe Jean-Louis Trintignant. Trintignant a refuzat rolul, iar după ce Marlon Brando a acceptat să joace, Sanda, rămasă însărcinată, a decis să se retragă din proiect. Brando a negociat un procent din încasările filmului, câștigând, potrivit estimărilor, aproximativ 3 milioane de dolari.
Maria Schneider a declarat, într-un interviu din 2001, că în versiunea inițială a scenariului, rolul ei fusese conceput pentru a fi interpretat de un băiat.
Pasionat de artă, Bertolucci s-a inspirat din lucrările artistului britanic de origine irlandeză Francis Bacon pentru realizarea secvenței de deschidere, în care apar genericul și echipa de producție. La rândul său, artistul american Andy Warhol a susținut că Ultimul tango la Paris a fost inspirat de propriul său film, Blue Movie, lansat în 1969, cu câțiva ani înainte.

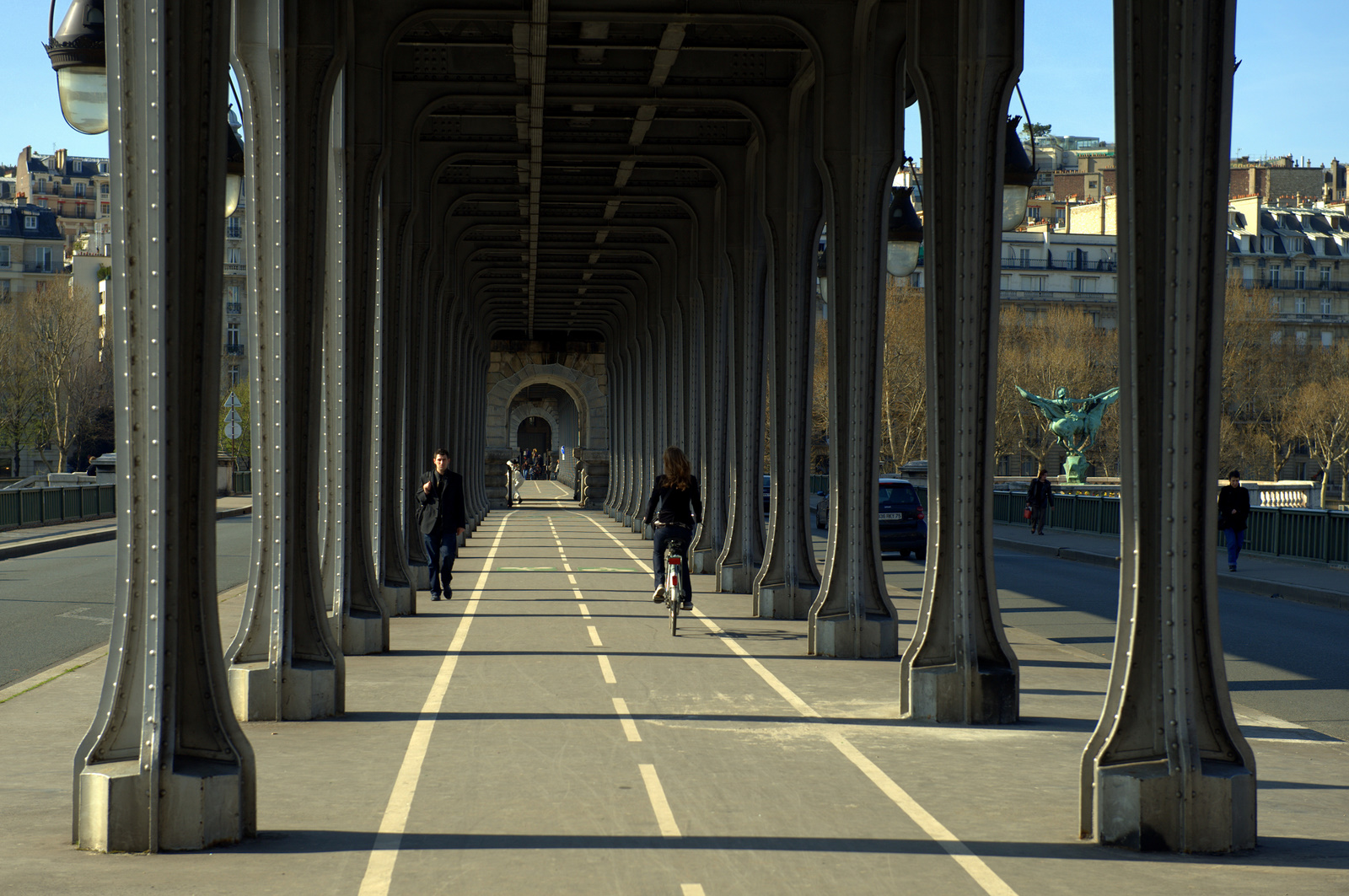
Podul Bir-Hakeim din Paris, unde s-au filmat numeroase scene

### Scena violului
Filmul include o scenă controversată în care Paul o violează anal pe Jeanne, folosind unt ca lubrifiant. Deși scena a fost simulată, Maria Schneider a declarat că aceasta a avut un impact profund negativ asupra ei. Într-un interviu din 2006, actrița a dezvăluit că ideea folosirii untului nu figura în scenariul original și că reacția ei a fost una de furie: „Când mi-au spus, am avut o izbucnire de furie. Am aruncat totul. Și nimeni nu are dreptul să forțeze pe cineva să facă ceva ce nu este prevăzut în scenariu. Dar nu știam asta. Eram prea tânără”. În 2007, Schneider a vorbit din nou despre acea scenă, evocând sentimentul profund de umilință sexuală pe care l-a trăit:
„Am simțit că am fost violată – atât de Marlon, cât și de Bertolucci. După scenă, Marlon nu mi-a cerut iertare și nu m-a consolat. Din fericire, era doar o singură dublă. Eram atât de furioasă. Simțeam că nimeni nu m-a protejat. A fost un abuz, iar Bertolucci, în calitate de regizor, ar fi trebuit să fie responsabil.”
Schneider a adăugat că, deși actul sexual nu a fost real, impactul psihologic a fost unul devastator, accentuat de lipsa consimțământului informat și de presiunea la care a fost supusă, la doar 19 ani. Aceste declarații au alimentat numeroase controverse legate de etica regizorală și tratamentul actrițelor în industria cinematografică. Dar în același interviu, ea a și glumit pe tema asta, menționând că plăcerile ei din acele zile erau foarte simple.
În 2011, Bernardo Bertolucci a respins acuzația că i-ar fi „furat tinerețea” Mariei Schneider, care avea doar 19 ani la momentul filmărilor, afirmând: „Fata nu era suficient de matură pentru a înțelege ce se întâmplă”. Deși Schneider a rămas prietenă cu Marlon Brando până la moartea acestuia, în 2004, ea nu s-a împăcat niciodată cu Bertolucci. Actrița a susținut că atât Brando, cât și Bertolucci „au făcut o avere” de pe urma filmului, în timp ce ea a fost plătită foarte puțin. Maria Schneider a murit în 2011.
În februarie 2013, Bertolucci a vorbit din nou despre impactul filmului asupra lui Schneider, într-un interviu acordat emisiunii olandeze College Tour. El a recunoscut că, deși scena violului se afla în scenariu, detaliul folosirii untului ca lubrifiant a fost improvizat în ziua filmării, fără știrea actriței. Bertolucci a declarat: „Mă simt vinovat, dar nu regret”.
Ulterior, în septembrie 2013, cu ocazia unei retrospective organizate de Cinémathèque Française, Bertolucci a reiterat că scena era prevăzută în scenariu, însă utilizarea untului nu fusese planificată. El a explicat că el și Brando „au decis să nu-i spună nimic Mariei pentru a obține o reacție mai autentică”.
În noiembrie 2016, o variantă ușor diferită a interviului acordat de Bernardo Bertolucci în 2013 în cadrul emisiunii College Tour a fost încărcată pe YouTube de organizația non-profit spaniolă El Mundo de Alycia, cu ocazia Zilei Internaționale pentru Eliminarea Violenței asupra Femeilor. Clipul era însoțit de o declarație în care se afirma că scena „a abuzat-o pe [Schneider] din punct de vedere psihologic și, cine știe dacă și fizic...”.
Această versiune a interviului a atras rapid atenția publicului, în special după ce scenaristul Yahoo! Movies, Tom Butler, a publicat un articol pe această temă. Urmarea a fost un val de reacții publice: mai multe celebrități au condamnat atât filmul, cât și comportamentul lui Bertolucci, iar diverse publicații au relatat eronat că regizorul ar fi mărturisit că Schneider a fost violată pe platourile de filmare. Aceste acuzații l-au determinat pe Bertolucci să emită o declarație oficială, în care a precizat că scena a fost simulat filmată și nu a implicat un act sexual real.
Bertolucci a mai dezvăluit că filmase inițial o scenă în care apăreau organele genitale ale lui Marlon Brando, dar în 1973 a explicat motivul pentru care a tăiat-o: „M-am identificat atât de mult cu Brando, încât am eliminat-o din rușine. Să-l arăt gol ar fi fost ca și cum m-aș fi expus pe mine însumi”. Maria Schneider a declarat într-un interviu că „Marlon a spus că s-a simțit violat și manipulat de acel moment, iar el avea 48 de ani. Și era Marlon Brando!”. Ca și Schneider, Brando a confirmat că scena sexuală a fost simulată. Cu toate acestea, Brando a refuzat să mai vorbească cu Bertolucci timp de 15 ani după încheierea filmărilor.
Bertolucci a comentat ulterior:
„Marlon era un om foarte sensibil, deși unii ar putea spune că era capricios. După încheierea filmărilor la Ultimul tango la Paris, nu mi-a mai vorbit timp de 15 ani. A fost o tăcere dureroasă pentru mine, fiindcă l-am iubit enorm. Cred că s-a simțit trădat, poate pentru că l-am expus prea mult, poate pentru că l-am pus într-o poziție vulnerabilă, inclusiv față de sine însuși.”
Bertolucci a susținut constant că, deși scena violului a fost simulată, el a regretat lipsa de transparență față de Schneider în privința unor detalii, însă a insistat că nu a existat niciun act sexual real. Totodată, regizorul a recunoscut că filmul a lăsat urme adânci asupra tuturor celor implicați, mai ales asupra tinerei actrițe.

### Inflența lui Francis Bacon
Creditele de început ale filmului includ două lucrări semnate de Francis Bacon: Dublu portret al lui Lucian Freud și Frank Auerbach și Studiu pentru un portret al lui Isabel Rawsthorne. Paleta cromatică utilizată în film a fost influențată de picturile lui Bacon. În perioada premergătoare filmărilor, Bernardo Bertolucci a vizitat frecvent o expoziție dedicată lui Bacon la Grand Palais din Paris, declarând ulterior că lumina și culorile din tablourile artistului îi evocau atmosfera Parisului pe timp de iarnă.
Stilul expresionist al lui Bacon reda pielea umană asemenea cărnii crude, inspirația acestuia provenind adesea din imagini cu carne expusă în vitrinele măcelăriilor sau din boli ale pielii.
Directorul de imagine Vittorio Storaro, care colaborase anterior cu Bertolucci la filmul Conformistul, era cunoscut pentru folosirea unei nuanțe albăstrii distinctive în lucrările sale.
Pentru Ultimul tango la Paris, Bertolucci și directorul de imagine Vittorio Storaro s-au inspirat din estetica picturilor lui Francis Bacon, adoptând o paletă vizuală alcătuită din nunațe de „portocaliu intens, gri rece și deschis, alb glacial și accente ocazionale de roșu”, completate de alegeri cromatice rafinate din partea lui Bertolucci, precum tonuri de maro deschis, blond, alb cu nuanțe subtile de albăstrui sau roz.
Bertolucci l-a dus pe Marlon Brando la expoziția lui Bacon și i-a spus că „voia să-l compare cu figurile umane din tablourile artistului, pentru că simțea că, asemenea acestora, chipul și corpul lui Marlon aveau o plasticitate stranie, aproape infernală. Îmi doream ca personajul Paul să semene cu figurile recurente ale lui Bacon — fețe devorate de ceva care vine din interior.”

### Replicile lui Brando
Asemenea modului său de lucru din filmele anterioare, Marlon Brando a refuzat să memoreze replicile pentru numeroase scene din Ultimul tango la Paris. În loc să le învețe, Brando și le nota pe cartonașe cu indicații, pe care le amplasa strategic pe platoul de filmare, obligându-l pe Bertolucci să găsească soluții pentru a le menține în afara cadrului. De exemplu, în celebrul monolog pe care personajul său îl rostește deasupra trupului soției decedate, momentul în care Brando își ridică ochii aparent dramatic nu este o reacție actoricească spontană, ci rezultatul căutării următorului cartonaș cu replici.
La un moment dat, Brando l-a întrebat în glumă pe Bertolucci dacă ar putea „scrie replicile pe posteriorul Mariei [Schneider]”, propunere pe care regizorul a respins-o.

## Coloana sonoră
Coloana sonoră a filmului Ultimul tango la Paris a fost compusă de Gato Barbieri, cu aranjamente semnate de Oliver Nelson. Albumul care conține muzica filmului a fost lansat de casa de discuri United Artists. Criticul Richie Unterberger, de la AllMusic, a comentat: „Deși unele solo-uri de saxofon, cu tonalități fumurii, riscă uneori să alunece spre clișeele fusion ale anilor ’70, partitura lui Gato Barbieri pentru capodopera lui Bertolucci din 1972 este, în ansamblu, un succes. Jazzul tensionat, orchestrația melancolică și veritabilele tangouri se potrivesc perfect cu atmosfera filmului, dominată de dor erotic, disperare melancolică și un sentiment de fatalitate”. Coloana sonoră include și piesa „Six Penny Ride” a compozitorului britanic Trevor Duncan (1924–2005).

## Receptare critică
Filmul a avut premiera mondială ca producție de închidere a Festivalului de Film de la New York, pe 14 octombrie 1972, generând un interes uriaș și declanșând ample controverse publice. Din cauza temerilor legate de posibila ilegalitate a proiecției — filmul nefiind aprobat de cenzura italiană — nu au fost organizate vizionări pentru presă. Această lipsă de acces a crescut interesul publicului, ajungându-se ca unii spectatori să ofere până la 100 de dolari pentru un bilet.
Filmul a fost lansat la finalul anului 1972 în Franța, unde, în prima lună de rulare, publicul a stat la cozi de două ore pentru a intra în cele șapte cinematografe care îl proiectau. A primit recenzii unanim favorabile din partea tuturor publicațiilor franceze importante. Pentru a ocoli cenzura regimului Franco, mii de spanioli au călătorit sute de kilometri pentru a viziona filmul în cinematografele din orașele franceze Biarritz și Perpignan.
Ulterior, Ultimul tango la Paris a fost lansat în Statele Unite, Regatul Unit și în alte țări, provocând noi controverse din cauza tematicii sale și a scenelor sexuale explicite. În contextul dezbaterilor, Maria Schneider a acordat mai multe interviuri sincere în care a afirmat că avusese relații cu aproximativ 50 de bărbați și 20 de femei, că era „complet bisexuală” și că consumase heroină, cocaină și marijuana. Referindu-se la Bertolucci, ea a spus: „Este destul de inteligent, mai liber și foarte tânăr. Tuturor le plăcea ce făcea el și eram cu toții foarte apropiați”.
În timpul promovării Ultimului tango la Paris, Bernardo Bertolucci a afirmat că Maria Schneider ar fi dezvoltat o „fixație oedipiană [sic] față de Brando”. Schneider a relatat că Brando i-a trimis flori după prima întâlnire și că „de atunci, a fost ca un tătic”. Totuși, într-un interviu ulterior, actrița a respins această interpretare, precizând: „Brando a încercat să fie foarte paternalist cu mine, dar nu a fost de fapt o relație tată-fiică”. Cu toate acestea, în 2007, Schneider a declarat: „Pentru mine, el a fost mai mult ca o figură paternă, iar eu o fiică”.
Filmul a fost lansat în Italia pe 15 decembrie 1972, obținând încasări record de 100.000 de dolari în primele șase zile. La doar o săptămână după premieră, autoritățile au confiscat toate copiile filmului, la ordinul unui procuror care l-a calificat drept „pornografie egoistă”, iar Bertolucci a fost trimis în judecată sub acuzația de „obscenitate”. În urma proceselor din instanțele inferioare și a apelului, Curtea Supremă Italiană a pronunțat sentința definitivă pe 26 ianuarie 1976: toate copiile filmului au fost condamnate la distrugere, cu excepția câtorva păstrate de Biblioteca Națională de Filme. Bertolucci a fost condamnat la patru luni de închisoare cu suspendare și a fost deposedat de drepturile civile pentru o perioadă de cinci ani, ceea ce a inclus și pierderea dreptului de vot.
Ultimul tango la Paris a avut încasări de 7 miliarde de lire italiene (aproximativ 3,9 milioane de dolari) la lansarea sa inițială în Italia. Relansat în 1987, filmul a obținut încă 5 miliarde de lire (circa 2,7 milioane de dolari). În anul 2000, era clasat drept al doilea cel mai profitabil film italian din toate timpurile pe piața internă, ajustat la inflație.

### În Statele Unite ale Americii
Ultimul tango la Paris a avut premiera în Statele Unite pe 1 februarie 1973, la cinematograful Trans-Lux East din New York City. Prețul unui bilet era de 5 dolari, iar vânzările în avans au atins 100.000 de dolari. În prima săptămână de proiecții, filmul a generat încasări de 41.280 de dolari.
Lansarea a fost însoțită de o atenție mediatică intensă, generând atât interes public masiv, cât și critici morale vehemente. Filmul a apărut pe coperțile revistelor Time și Newsweek, în timp ce Playboy a publicat o serie de fotografii în care Brando și Schneider apăreau nud într-un cadru informal. Publicația The Village Voice a relatat proteste ale unor membri ai consiliilor locale și reacții negative din partea publicului, precum „vărsături ale soțiilor bine îmbrăcate”. Editorialistul conservator William F. Buckley, alături de jurnalistul Harry Reasoner de la ABC, au criticat filmul, descriindu-l ca „pornografie deghizată în artă”.
În Montclair, New Jersey, autoritățile locale nu au reușit să interzică proiecția filmului, ceea ce a generat proteste publice intense. Spectatorii care au dorit să vadă filmul au fost nevoiți să treacă printr-o mulțime de aproximativ 200 de protestatari locali, care i-au insultat folosind expresii precum „perverși” și „homosexuali”. Proiecția a fost întreruptă temporar de o amenințare cu bombă. Filiala din New York a Organizației Naționale pentru Femei a criticat filmul, descriindu-l ca un instrument de „dominare masculină”.
Controversa s-a concentrat în special asupra unei scene de viol anal, în care personajul Paul folosește unt ca lubrifiant. Maria Schneider a declarat că scena nu era prevăzută în scenariul inițial și că ideea i-a aparținut lui Marlon Brando. Alte momente criticate includ o scenă în care Paul o obligă pe Jeanne să-și introducă degetele în anusul lui și apoi îi cere să-i demonstreze devotamentul făcând sex cu un porc.
Criticul Vincent Canby de la The New York Times a considerat conținutul sexual al filmului o expresie caracteristică a epocii, pe care a asociat-o cu „era lui Norman Mailer și Germaine Greer”; el s-a declarat, de asemenea, nemulțumit de prețul ridicat al biletelor.
În schimb, criticul de film Pauline Kael a lăudat filmul, considerându-l revoluționar: „Tango a schimbat fața unei forme de artă. Acesta este un film despre care oamenii se vor certa atâta timp cât vor exista filme”. Ea l-a descris drept „cel mai puternic film erotic realizat vreodată și s-ar putea dovedi a fi cel mai eliberator film realizat vreodată”. Recenzia entuziastă a lui Kael a fost reprodusă integral de United Artists sub forma unei reclame de două pagini în ediția de duminică a The New York Times. Această recenzie este considerată una dintre cele mai influente lucrări ale carierei sale.
Ultimul tango la Paris a fost primit negativ de multe feministe, care au denunțat modul în care portretizează relațiile de gen și sexualitatea feminină. Într-o recenzie din 1974 publicată în Jump Cut, E. Ann Kaplan a criticat filmul pentru că prezintă o „relație unilaterală văzută în mare parte prin ochii lui Paul”. În volumul Women and Their Sexuality in the New Film (1974), una dintre primele lucrări feministe dedicate analizei cinematografice, Joan Mellen a exprimat o obiecție similară, afirmând că personajul Jeanne este constant marginalizat în favoarea lui Paul, „bărbatul care este făcut mai interesant în orice privință”.
Totuși, unele voci feministe au oferit o interpretare mai nuanțată. Molly Haskell, în cartea From Reverence to Rape: The Treatment of Women in the Movies (1974), a contracarat aceste critici, remarcând că femeile păreau să reacționeze mai intens decât bărbații la film și că fanteziile sexuale feminine pot include „violul, sadismul, supunerea, eliberarea și sexul anonim”.
Criticul Roger Ebert a elogiat filmul în repetate rânduri, descriind recenzia scrisă de Pauline Kael ca fiind „cea mai faimoasă recenzie de film publicată vreodată” și incluzând filmul în colecția sa Great Movies. Regizorul american Robert Altman a avut o reacție entuziastă la film, declarând: „Am ieșit de la proiecție și mi-am spus: «Cum să îndrăznesc să mai fac un film?» Viața mea personală și artistică nu va mai fi niciodată la fel”.
Site-ul agregator de recenzii Rotten Tomatoes a atribuit retrospectiv filmului un scor de aprobare de 82%, pe baza a 44 de recenzii critice, cu o notă medie de 7,8/10. Consensul criticilor de pe site este următorul: „Naturalist, dar evocator, Ultimul tango la Paris este o explorare vie a durerii, iubirii și sexului, cu o performanță tipică impunătoare a lui Marlon Brando”. Pe Metacritic, filmul a obținut un scor mediu ponderat de 77 din 100, bazat pe 6 recenzii, indicând o recepție „în general favorabilă”.
Într-un comentariu din 2004, regizorul Martin Scorsese a comparat interpretarea lui Brando în acest film cu rolul său din Pe chei (1954), afirmând că: „Atunci când urmărești munca sa din Ultimul tango la Paris, asiști la cea mai pură poezie imaginabilă, în mișcare dinamică”.
Actorul Ethan Hawke a considerat interpretarea lui Marlon Brando din Ultimul tango la Paris drept un moment esențial în evoluția actoriei de film. Discutând cu regizorul Richard Linklater și jurnalistul Louis Black, Hawke a remarcat că „Brando l-a întrecut [pe Terry Malloy din Pe chei] cu Utlimul tango”. Criticul Pauline Kael a exprimat un punct de vedere similar în recenzia sa, afirmând: „Pe ecran, Brando este geniul nostru, așa cum [Norman] Mailer este geniul nostru în literatură... Paul pare atât de «real», iar personajul este adus atât de aproape încât s-a atins o nouă dimensiune în actoria pe ecran”.
În 2019, actorul Brad Pitt a declarat că filmul vechi în care și-ar fi dorit cel mai mult să joace este Ultimul tango la Paris, afirmând: „Brando. Ăla doare”. În aprilie 2006, revista Premiere l‑a clasat pe Marlon Brando în rolul lui Paul din pe locul 27 în topul celor mai bune interpretări cinematografice din toate timpurile.
Filmul a fost lansat pe plan național în Statele Unite pe 7 februarie 1973, înregistrând încasări de aproximativ 36 de milioane de dolari în SUA și Canada, devenind astfel al șaptelea cel mai profitabil film din 1973.

### Alte reacții
Cenzura britanică a redus durata scenei de sodomie pentru a permite lansarea filmului, deși aceste tăieturi au fost eliminate în versiunile ulterioare. Activiștii religioși și politicienii au reacționat vehement: Mary Whitehouse, cunoscută militantă pentru moralitate creștină, a criticat certificatul „X” al filmului, susținând că acesta ar fi trebuit interzis complet. La rândul său, deputatul laburist Maurice Edelman a condamnat clasificarea filmului, numind-o „o permisiune de degradare”.
Sub regimuri autoritare, filmul a fost interzis complet: în Spania franchistă, nu a fost lansat decât în decembrie 1977, iar în Chile, filmul a fost cenzurat timp de aproape treizeci de ani în perioada guvernării militare. În Portugalia, premiera filmului a fost posibilă abia după Revoluția Garoafelor din 1974, fiind privită ca un simbol al noilor libertăți democratice.
În Brazilia, filmul a fost de asemenea cenzurat în perioada dictaturii militare, fiind lansat oficial abia în 1979. Alte țări care au interzis Ultimul tango la Paris includ Argentina, Coreea de Sud, Singapore și Venezuela.
În Australia, Ultimul tango la Paris a fost lansat needitat, primind certificatul R din partea Australian Classification Board la 1 februarie 1973. Ulterior, o versiune VHS lansată de Warner Home Video, la 1 ianuarie 1987, a păstrat aceeași clasificare, interzicând vânzarea și închirierea către persoanele sub 18 ani.
În Canada, filmul a fost interzis de Consiliul de Cenzură din provincia Noua Scoție. Această decizie a condus la un moment important în istoria dreptului canadian, când în 1978 Curtea Supremă a Canadei, în cazul Nova Scotia (Consiliul de Cenzură) vs. McNeil, a confirmat dreptul provinciilor de a exercita cenzura asupra filmelor.

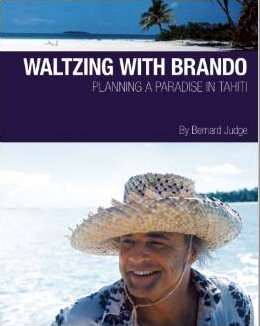
Waltzing with Brando

## Influențe
Being Maria, un film inspirat din experiențele Mariei Schneider pe durata filmărilor pentru Ultimul tango la Paris, a avut premiera în 2024, la cea de-a 77-a ediție a Festivalului de Film de la Cannes. Regizat de Jessica Palud, filmul este o adaptare a memoriilor Vanessei Schneider, intitulată Verișoara mea Maria Schneider (2018). Tot în 2024 a fost lansat și filmul biografic Waltzing with Brando, care surprinde perioada dintre 1969 și 1974, când Marlon Brando se pregătea pentru rolurile din Nașul și Ultimul tango la Paris.

### Controversa de la Cinémathèque française
În decembrie 2024, o proiecție planificată a filmului la teatrul parizian Cinémathèque française a fost anulată după ce mai multe grupuri pentru drepturile femeilor au protestat împotriva difuzării filmului, invocând scena controversată de viol. Actrița franceză Judith Godrèche și-a exprimat, de asemenea, nemulțumirea față de decizia teatrului de a proiecta filmul fără a oferi un context adecvat pentru scena violului, scriind pe Instagram: „E timpul să te trezești, dragă Cinémathèque, și să-i redăm umanitatea unui actor de 19 ani comportându-te uman.” Directorul cinematografului, Frédéric Bonnaud, a motivat decizia de a retrage filmul prin preocuparea pentru siguranța personalului și a publicului, afirmând: „Suntem un cinematograf, nu o fortăreață. Nu ne putem asuma riscuri în ceea ce privește siguranța noastră.” El a adăugat că „indivizi violenți au început să profere amenințări, iar organizarea proiecției și dezbaterii a reprezentat un risc complet disproporționat.”
Aceste declarații au generat critici suplimentare din partea unor grupuri feministe, care au acuzat conducerea cinematografului că se prezintă drept victimă și au susținut că ar fi trebuit să-și ceară scuze pentru intenția inițială de a proiecta filmul. Colectivul 50/50, un alt grup pentru drepturile femeilor, a cerut ca Cinémathèque să ofere un spațiu „reflectiv și respectuos” pentru mărturia și experiența Mariei Schneider în cadrul unei eventuale proiecții. Alte reprezentante feministe au afirmat că ar fi susținut proiecția în condițiile în care aceasta să fie urmată de o discuție și ca spectatorilor să li se ofere un bilet care să explice contextul neconsensual al scenei respective.

## Premii
În 2002, filmul a fost inclus pe locul 48 în lista AFI's 100 Years...100 Passions realizată de Institutul American de Film.
| Organizație                               | An   | Categorie                               | Laureat                                              | Rezultat     |
| ----------------------------------------- | ---- | --------------------------------------- | ---------------------------------------------------- | ------------ |
| Premiile Oscar                            | 1974 | Cel mai bun regizor                     | Bernardo Bertolucci                                  | Nominalizare |
| Premiile Oscar                            | 1974 | Cel mai bun actor                       | Marlon Brando                                        | Nominalizare |
| Premiile BAFTA                            | 1974 | Cel mai bun actor în rol principal      | Marlon Brando                                        | Nominalizare |
| Premiul David di Donatello                | 1973 | Special David                           | Maria Schneider                                      | Câștigat     |
| Directors Guild of America Awards         | 1974 | Outstanding Directing in a Feature Film | Bernardo Bertolucci                                  | Nominalizare |
| Premiile Globul de Aur                    | 1974 | Cel mai bun film dramă                  | Ultimul tango la Paris                               | Nominalizare |
| Premiile Globul de Aur                    | 1974 | Cel mai bun regizor                     | Bernardo Bertolucci                                  | Nominalizare |
| Premiile Grammy                           | 1974 | Best Score Soundtrack for Visual Media  | Gato Barbieri                                        | Nominalizare |
|                                           |      | Cea mai bună compoziție instrumentală   | Gato Barbieri (for "Theme from Last Tango in Paris") | Câștigat     |
| Nastro d'argento                          | 1973 | Cel mai bun regizor                     | Bernardo Bertolucci                                  | Câștigat     |
| Societatea Națională a Criticilor de Film | 1974 | Cel mai bun actor                       | Marlon Brando                                        | Câștigat     |
| New York Film Critics Circle              | 1974 | Cel mai bun actor                       | Marlon Brando                                        | Câștigat     |